# Aljaksandr Hasau
Aljaksandr Hasau (belarussisch Аляксандр Васільевіч Газаў; * 17. Juni 1946 in der Oblast Moskau, Russische SFSR) ist ein ehemaliger sowjetischer Sportschütze.

## Erfolge
Aljaksandr Hasau, der für den VS Minsk aktiv war, nahm an zwei Olympischen Spielen teil. 1976 belegte er in Montreal auf die Laufende Scheibe über 50 m mit 579 Punkten am Ende den ersten Platz und wurde damit Olympiasieger. Vier Jahre darauf stand er in Moskau erneut auf dem Podium, mit 587 Punkten erhielt er die Bronzemedaille.
Bei Weltmeisterschaften sicherte er sich insgesamt fünfmal den Titel. 1973 wurde er in Melbourne mit der Mannschaft Weltmeister und verteidigte mit ihr diesen Titel 1974 in Bern. Zudem gewann er in Bern auch den Mannschaftstitel im gemischten Lauf sowie jeweils Bronze in den beiden Einzelkonkurrenzen. In Montecatini Terme folgten 1979 die Titelgewinne im gemischten Lauf im Einzel sowie mit der Mannschaft. Im normalen Lauf gewann er mit der Mannschaft Bronze.